# مزامیر (مجموعه شعر)
مزامیر مجموعه شعری است از پرویز داریوش که در اسفند سال ۱۳۳۶ در ۱۰۰ صفحه (۴۰ صفحه مقدمه به‌علاوهٔ ۶۰ صفحه شعر) در تهران به چاپ رسید.

## محتوا
این مجموعه شامل یازده شعر و یک مقدمهٔ بسیار مفصل بود. این مقدمه به صورت گفتگویی است بین چندین گروه مختلف‌الرأی پیرامون شعر نو و شاعر با قرار دادنِ حرفِ اولِ نامِ هر صاحب‌نظر در جلوی سخن، او را می‌شناساند؛ مثلِ «الف» که به هوشنگ ایرانی یا «خ» که به پرویز ناتل خانلری اشاره دارد.
اولین شعر مجموعه، با تاریخ ۲۷ اردی‌بهشت ۱۳۳۱ و یکی-دو شعر دیگر، شعر نیمایی و باقی اشعار شعر سپید بود.

## نقد
مجموعهٔ «مزامیر» - با وجود تصنعی بودن اشعار - نشان از درک عمیق شاعر از فلسفهٔ وجودی شعر نو داشت. مزامیر نام کتاب داوود نبی است؛ اشعاری که با همراهی نی خوانده می‌شد؛ با این وجود، مزامیر پرویز داریوش از هیچ نظر به مزامیر شباهت ندارد و علت این نامگذاری معلوم نیست. این مجموعه شعر در ۲۰۰ یا ۳۰۰ نسخه منتشر شد و طبیعتاً به دست همهٔ شعردوستان و اهل نظر نرسید تا بازتابی داشته باشد.

## نمونه شعر
آواز قو
به جلال و سیمین

در فضای وسیعِ باغ ممات، مردی آواره از سرای حیات

گوش بگشود:

صوت دلکش دوست، می‌رسید از محیط نامحدود

- «کیسی؟»

- «رهروی ز پا مانده. بازجویان خانهٔ مقصود.»

- «از کجا آیی؟»

- «از قلمرو عشق، بارها از دیار حدود»

- «کس شناسی در این دیار… ؟»

سکوت.

برق نارنج و سبزی ساقه

فکرتی پر ز تابش و سکته

نام‌های یک‌به‌یک تنیده به شکل.

از بن زردی لطیف حیات

پیش از این آمدند با اکراه

کرکسانِ مهیبِ اندیشه

در پی لاشه‌های غرق گناه

ز مترسِ خرد به جان ترسان.

- «برزخ انتظار؟»

- «منفی نیست: گرچه مثبت غبار ناپیداست.»

شرط‌های سه‌گانهٔ ابلیس

پیِ اثباتِ گردش انسان

مانعِ انبساطِ جاویدان.

- «پیش!»

- «نی، اندکی درنگ سزاست»

دختران سپید از پس و پیش

سر به دنبال کودکان سیاه

در سراشیب انحطاط خیال

حفرهٔ آرزوست پستانی

غرقه در بوی‌های نافهٔ دل

بینی انجماد بی‌ادراک.

- «می‌توان بازگشت؟»

- «همواره، گر توان شکل دیگری پذرفت»

- «گر توان کودکی گرفت ز سر، چشم‌بسته به روشنایی روز

یک‌به‌یک برگ‌های هستی را، گذراند از دریچه‌های هنوز

«به یقین برنشاند تاکی چند، میِ شک برگرفت از سرِ سوز:

«بذرِ جد…»
- «وای!»
- «ناله‌ات پی چیست؟»

مردی آشفته‌موی از پسِ کوه، ناگهان در میان دریا جست

دختری در هوای آتش خویش، نرم‌نرمک ز دختری می‌رست

گوری از شوق وصل مدفونی، چشم بر عالم حقیقت بست»

- «نه مگر در حریم خلوت عشق، روزگاری تو را سلوکی رفت؟»

وحشت اضطراب ناموجود، نیم‌پیدا نیمه‌ای مفقود

اختر نیمه‌خواب صبح سیاه، لؤلؤیی چون مراد دل منفود.

خاور و باختر به هم پیچان:

کوکب رهنمای کوی خراب

نعره‌ای زد چو انفجار شکیب

به سرای خدا زنی نالید

که «منت بوده‌ام غفور و ودود،

«چون سرت زخم دید گاه نبرد: که به وی خویش یا نمایش خویش:

«یا:

در آن سهمگین شب میعاد، که شکستی به زعم خویش عهود،

«بخروشیدی از درون پریش

«روی بنهفتی از عوالم عیش

«یا:

«از آن پیشتر، چو نیمهٔ شعبان، ز تقلای خویشتن خسته

«لب نهادی به چشمهٔ هستی، چشم‌بسته چو رهنمای هنود
نه منت بوده‌ام غفور و ورود؟»

باز قندیل آرزو لرزید، شعلهٔ بیم سوخت، شهر امید

شکم پرشکنج نغمهٔ عمر، بازویی نرم دور خود پیچید

ساربان ازل به بانگ هوی، کاروان را سوی ابد بکشید،

- «نه قدیم است انعطاف بشر، در سراپردهٔ شگفت گریز؟

«در جراثمِ تابناک وجود: عشق هم حادثی است نامولود؟

«در گریزم من از وفای به عهد

آتشم در میان جنگل عود

نز پی جاه کوفتم بابی

به پناه آمدم ز مُلک وجود

کشتی انتظار لنگر بست، ماهی از آب سر برون آورد،

عقرب شک به گوشهٔ وحشت، سر به دنبال خویشتن آزرد

در فضا دیگری هویدا شد: راه‌پویان منزل مقصود

مرد وارسته پا نهاد به پیش، در شمار خرد هزاران بیش

سرو ناپدار فکرت او: مهبط پایدار سمع و شهود.
هامبورگ ۱۳۳۳

## پی‌نوشت
1. 1 2 3 4 5  جواهری گیلانی، تاریخ تحلیلی شعر نو، ۲:‎ ۴۳۶.